# The Second Hurricane

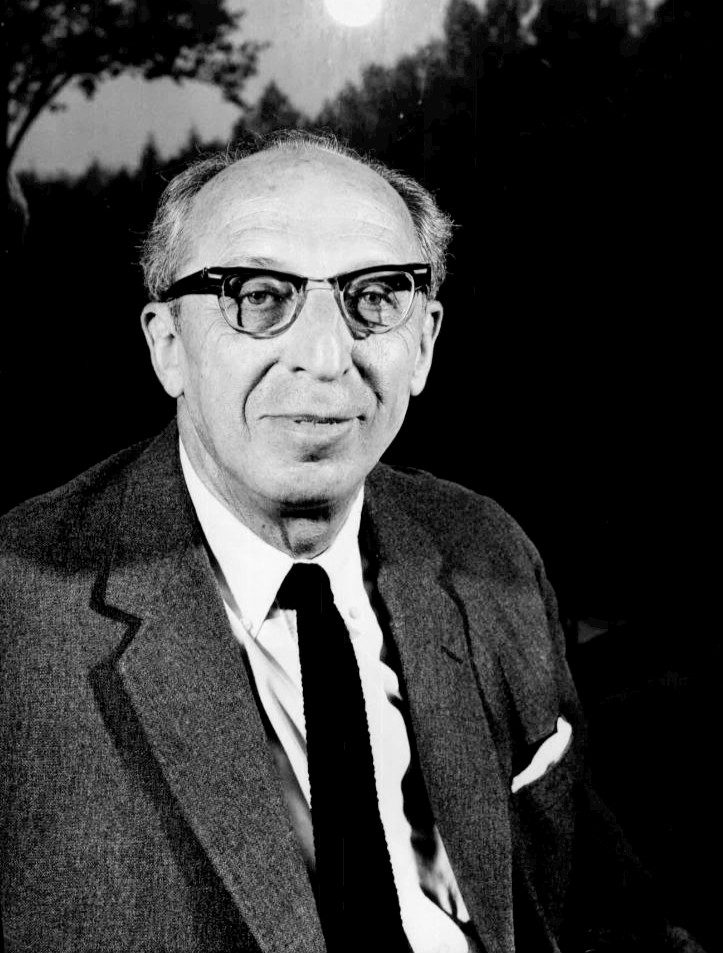
Aaron Copland

The Second Hurricane (Den andra orkanen) är en amerikansk opera i två akter med musik av Aaron Copland och libretto av Edward Denby.

## Historia
Det var dirigenten Lehman Engel som föreslog Copland att skriva en opera för High school-studenter 1936. Copland gillade idén att söka nå ut med sin musik till en ny publik och bad poeten Edward Denby att skriva librettot. Det färdiga verket innehöll tre talroller och sju sångroller, och är i skriven i den anda som Paul Hindemith och Kurt Weill skapade med Gebrauchsmusik. Operan hade premiär den 21 april 1937 på Henry Street Settlement Music School i New York. Regissör var Orson Welles och Joseph Cotten spelade en av talrollerna.

## Personer
- Butch, en ny pojke (tenor)
- Fat, en mobbare (bas)
- Gyp, Fats lillebror (baryton)
- Lowrie, skolans "geni" (tenor)
- Gwen, en beslutsam flicka (kontraalt)
- Queenie, ordningman (sopran)
- Jeff, en svart landsortspojke (gossopran)
- Mr. Maclenahan, en pilot (talroll)
- Mr. Lester, rektorn (talroll)
- Radioreporter (talroll)
- Skolelever, föräldrar (kör)

## Handling
En pilot kommer till en skola för att be om frivilliga till att hjälpa till vid en översvämning. Rektorn väljer ut sex elever, fyra pojkar och två flickor och de ger sig av i flygplanet. Men planet får maskinfel och tvingas nödlanda vid en ödeplats nära en flod. Eleverna stannar kvar på marken medan planet flyger iväg för att hämta hjälp. Barnen börjar genast gräla när de nu är utlämnade åt sig själva. En liten pojke kommer, han är rädd och ensam. Eleverna bråkar om maten och beslutar sig för att ge sig av i varsin riktning i jakten på närmaste stad. Då slår orkanen till. Eleverna finner varandra och söker skydd tillsammans. Till slut kommer planet tillbaka och de är räddade.